# System 1 (Namco)
Cet article concerne le système d'arcade de Namco. Pour celui de Sega, voir System 1 (Sega). Pour les autres homonymes, voir System 1.
Le System 1 est un système d'arcade destiné aux salles d'arcade, créé par la société Namco en avril 1987. C'est une amélioration du System 86 auquel il succède.

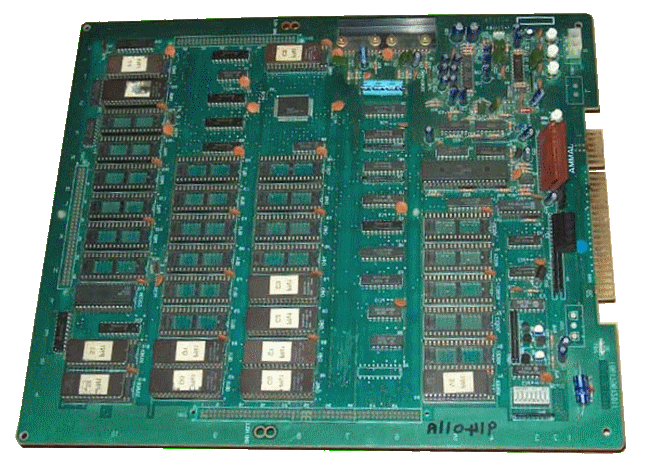
Une pcb System 1
(Pac-Mania)

## Historique
Le System 1 est le premier hardware 16 bits de l'histoire de Namco. Le premier jeu est Yōkai Dōchūki (Shadowland), donc premier jeu 16 bits de l'histoire de Namco. Au total 22 jeux sortiront sur System 1 entre 1987 et 1990 dont le shoot'em up vertical Dragon Spirit réputé pour sa très grande difficulté, Blazer, premier jeu 16 bits de l'histoire utilisant la perspective isométrique, Quester qui est une version améliorée d'Arkanoid avec de meilleures graphismes, le violent Splatterhouse (premier jeu de l'histoire à afficher un disclaimer informant sur le caractère violent d'un jeu) ou encore Pac-Mania le dernier jeu de la série Pac-Man à être sorti en arcade.
Le processeur central est un Motorola 6809, un deuxième Motorola 6809 est utilisé comme processeur secondaire et également graphique. un troisième Motorola 6809 sert de processeur son, géré par un MCU Hitachi HD63701. Plusieurs puces audio sont également présentes sur ce système : deux Yamaha YM3012, Yamaha YM2151, puce Namco custom, circuits DAC,.
La qualité progresse énormément par rapport au System 86, on va voir apparaître des scollings ou de la 3D isométrique. Le son passe maintenant en stéréo. C'est également le premier système namco à proposer un son en stéréo.
Namco sortira à la fin de l'année 1987, le System 2 avec un microprocesseur plus puissant, ce qui n'empêchera pas en parallèle la sortie de nouveaux titres sur System 1 jusqu'en 1990.

## Spécifications techniques

### Processeur
- Processeur principal : Motorola 6809 cadencé à 1,536 MHz
- Processeur secondaire/graphique : Motorola 6809 cadencé à 1,536 MHz

### Affichage
- Résolution :
  - 288 × 224
  - 224 × 288
- Affichage fenêtrée de taille variable
- Palette RGB 24-bit
- 3 scrollings 512 × 512 tilemap layers (64 × 64 characters)
- 1 scrolling 512 × 256 tilemap layer (64 × 32 characters)
- 2 fixed 288 × 224 tilemap layers (36 × 28 characters)
- 127 variable-sized sprites (up to 32 × 32) displayed at once

### Audio
- MCU (son et contrôles) : Hitachi HD63701 cadencé à 1,536 MHz
- Processeur sonore : Motorola 6809 cadencé à 1,536 MHz
- Puce audio :
  - 2 × Yamaha YM3012
  - Yamaha YM2151
  - DAC 2 canaux
  - Namco custom 8 canaux custom stéréo wavetable PSG
- Capacité audio : Stéréo

## Liste des jeux
| Titre                   | Développeur | Éditeur | Système  | Genre            | Date |
| ----------------------- | ----------- | ------- | -------- | ---------------- | ---- |
| Bakutotsu Kijuutei      | Namco       | Namco   | System 1 |                  | 1988 |
| Beraboh Man             | Namco       | Namco   | System 1 |                  | 1988 |
| Blast Off               | Namco       | Namco   | System 1 |                  | 1989 |
| Blazer                  | Namco       | Namco   | System 1 |                  | 1987 |
| Boxy Boy                | Namco       | Namco   | System 1 |                  | 1990 |
| Dangerous Seed          | Namco       | Namco   | System 1 | Shoot 'em up     | 1989 |
| Dragon Spirit           | Namco       | Namco   | System 1 | Shoot 'em up     | 1987 |
| Face Off                | Namco       | Namco   | System 1 |                  | 1988 |
| Galaga '88              | Namco       | Namco   | System 1 | Shoot 'em up     | 1987 |
| Marchen Maze            | Namco       | Namco   | System 1 | Labyrinthe       | 1988 |
| Pac-Mania               | Namco       | Namco   | System 1 | Labyrinthe       | 1987 |
| Pistol Daimyo no Bouken | Namco       | Namco   | System 1 |                  | 1990 |
| Puzzle Club             | Namco       | Namco   | System 1 | Réflexion        | 1990 |
| Quester                 | Namco       | Namco   | System 1 |                  | 1987 |
| Rompers                 | Namco       | Namco   | System 1 |                  | 1989 |
| Shadowland              | Namco       | Namco   | System 1 | Plates-formes    | 1987 |
| Splatterhouse           | Namco       | Namco   | System 1 | Beat them all    | 1988 |
| Tank Force              | Namco       | Namco   | System 1 |                  | 1991 |
| World Court             | Namco       | Namco   | System 1 |                  | 1988 |
| World Stadium           | Namco       | Namco   | System 1 | Sport : baseball | 1988 |